# Christoph Birghan
Christoph Birghan (* 23. Juni 1970 in Berlin) ist ein deutscher Politiker (AfD). Seit 2025 gehört er dem Deutschen Bundestag an.

## Leben
Birghan ist der Sohn der Politiker Günter Birghan und Ursula Birghan.
Nach einem Studium der Biologie 1989–1995 an der Freien Universität Berlin und der Ernst-Moritz-Arndt-Universität Greifswald erhielt Birghan einen Abschluss als Diplom-Biologe. Er gehört seit 1989 der Berliner Burschenschaft Gothia sowie seit 1992 der Burschenschaft Markomannia Aachen Greifswald an.
1996 leistete er seinen Wehrdienst in Koblenz ab.
Anschließend war er von 1996 bis 2000 als Wissenschaftlicher Mitarbeiter (Doktorand) an der Bundesforschungsanstalt für Viruskrankheiten der Tiere tätig.
Birghan wurde mit der Dissertation Die Protease des Virus der infektiösen Bursitis (IBDV) besitzt eine katalytische Serin-Lysin-Dyade zum Dr. rer. nat. für das Fachgebiet Virologie promoviert.
Seit 2007 ist er als Patentanwalt in München tätig.
Birghan ist verheiratet und hat drei Kinder. Er ist Jäger.

## Politik
Birghan ist seit 2013 Mitglied der AfD. Er ist Sprecher des Kreisverband Ebersberg.
Er ist seit 2018 Mitgründer und Sprecher des Deutschen Akademikerverbands (DAV!), einer nach dem Vorbild der FPÖ-nahen Freiheitlichen Akademikerverbände gegründeten, der AfD nahestehenden Sammelorganisation von Alten Herren schlagender Studentenverbindungen.
2025 erreichte er über die Landesliste der AfD Bayern den Einzug in den Deutschen Bundestag. Im 21. Deutschen Bundestag ist er stellvertretendes Mitglied im Ausschuss für Recht und Verbraucherschutz.